# Constanze Engelbrecht
Constanze Engelbrecht (* 6. Januar 1950 als Constanze Franz in München; † 20. Juli 2000 ebenda) war eine deutsche Schauspielerin und Synchronsprecherin.

## Leben und Werk
Die Tochter der Schauspielerin Alice Franz und des Bildhauers Gen Golch-Engelbrecht sammelte bereits als Sechsjährige erste Schauspielerfahrungen und synchronisierte Kinderrollen, u. a. den „Jeff“ in der Fernsehserie Lassie. Nach dem Abitur studierte sie Klavier am Richard-Strauss-Konservatorium in München (Konzertexamen). Daneben nahm sie Gesangsunterricht (Brigitte Fassbaender) und Schauspielunterricht bei Rosemarie Fendel. Als Bühnenschauspielerin trat sie sowohl an Münchener Theaterbühnen als auch am Pariser „Théâtre de la ville“ auf.

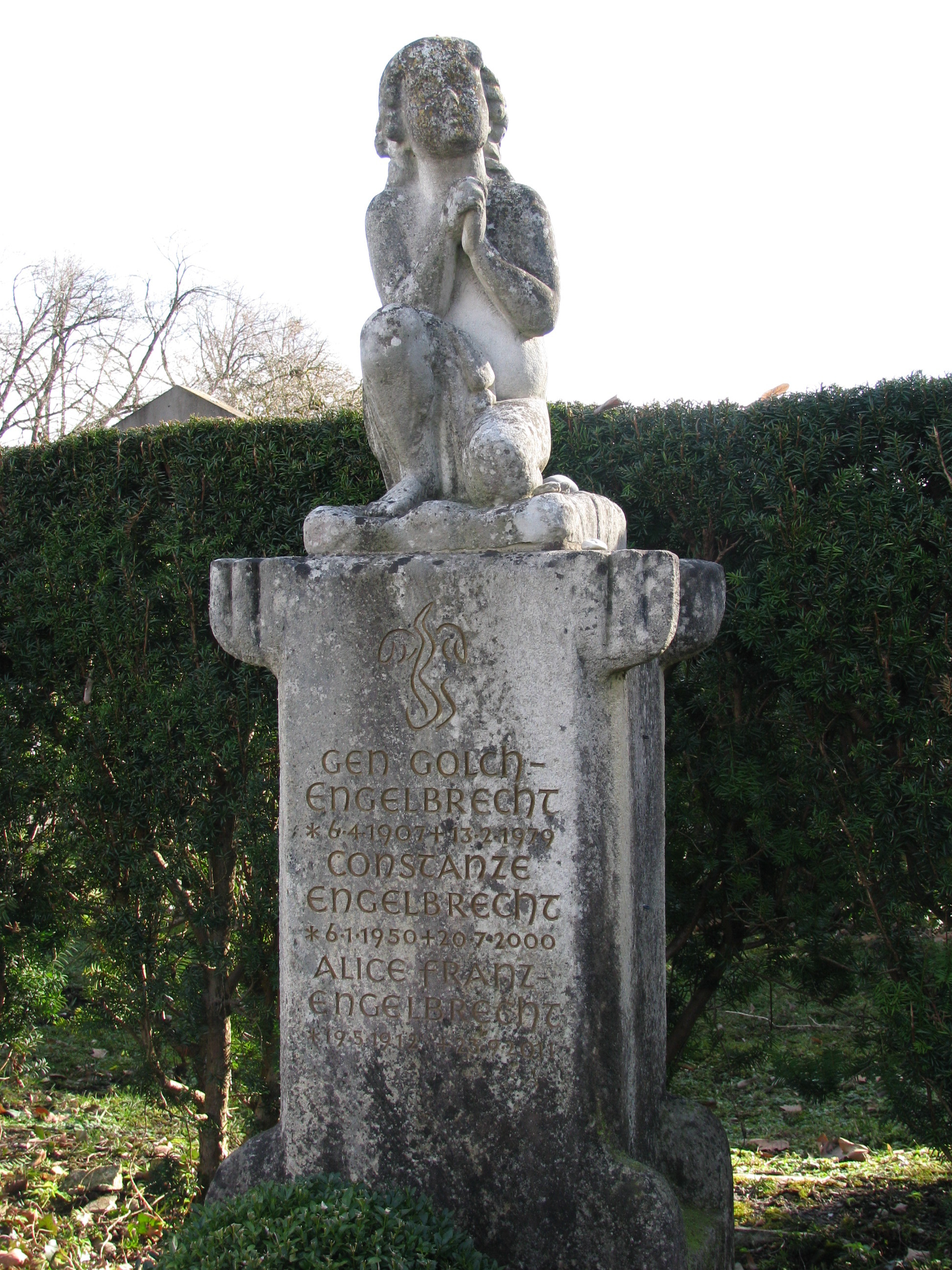
Grab von Constanze Engelbrecht auf dem Münchner Nordfriedhof

Obwohl sie zunächst eine Karriere als Konzertpianistin anstrebte, bildeten später Film und Fernsehen ihren künstlerischen Mittelpunkt. 1980 wurde sie einem breiten Publikum durch den Fernsehmehrteiler Unter der Trikolore und die Lion-Feuchtwanger-Verfilmung Exil bekannt. 1989 spielte sie in der Kinoadaption von Feuchtwangers Drama dieselbe Rolle ein weiteres Mal. Es folgten weitere Fernsehproduktionen wie die Familienserie Diese Drombuschs, Fernsehfilme wie die schwarze Komödie Ruhe sanft, Bruno! (mit Armin Mueller-Stahl), Halali oder Der Schuß ins Brötchen und Literaturadaptionen wie die Verfilmung des Romans Tiefe Wasser von Patricia Highsmith (mit Sven-Eric Bechtolf). Daneben absolvierte sie zahlreiche Gastauftritte in Fernsehserien wie Derrick, Der elegante Hund, Die Wiesingers und Die Männer vom K3. Ihre letzte große Rolle hatte sie 1998 neben Gérard Depardieu in der für das Fernsehen produzierten Dumas-Verfilmung Der Graf von Monte Christo.
Darüber hinaus war sie viele Jahre als Synchronsprecherin tätig und lieh ihre Stimme u. a. Isabelle Adjani (Quartett), Nancy Allen (Carrie), Jane Birkin (Privat-Vorstellung, Ticky), Jamie Lee Curtis (Halloween – Die Nacht des Grauens), Sondra Locke (Der Texaner, Der Mann aus San Fernando), Ornella Muti (Der Fall Serrano), Theresa Russell (Stunde der Bewährung) und Adriana Tarábková (König Drosselbart).
Seit 1980 lebte Constanze Engelbrecht mit ihrem späteren Ehemann, dem Autor, Regisseur und Schauspieler François Nocher und ihrer Tochter Julie Engelbrecht (* 1984) vorwiegend in Paris und im Chiemgau bei Wasserburg.
1998 wurde bei ihr Brustkrebs diagnostiziert. Im Juli 2000 erlag sie im Alter von 50 Jahren den Folgen der Erkrankung. Constanze Engelbrecht wurde auf dem Nordfriedhof in München beigesetzt.

## Filmografie (Auswahl)
- 1960: Der Gauner und der liebe Gott
- 1965: Und nicht mehr Jessica
- 1971: Winterreise (Kurzfilm, Regie: Stephan Kayser)
- 1973: Ein Haus voll Zeit
- 1977: Tatort – Finderlohn
- 1977: Der Alte (Folge 1: Die Dienstreise)
- 1977: Tatort – Schüsse in der Schonzeit
- 1979: Heinrich der gute König (TV-Sechsteiler)
- 1980: Wochenendgeschichten
- 1981: Unter der Trikolore
- 1981: Exil
- 1982: Mozart
- 1983: Viadukt
- 1983: Tiefe Wasser
- 1983: Ruhe sanft, Bruno
- 1983: Der Mann von Suez (L’homme de Suez, TV-Vierteiler)
- 1983: Is was, Kanzler?
- 1984: Wenn ich mich fürchte
- 1984:  Vor dem Sturm
- 1984: Die Wiesingers
- 1985: Derrick (Wer erschoß Asmy?)
- 1986: Retuorn
- 1986: Der Alte (Folge 105: Terzett in Gold)
- 1987–1989: Diese Drombuschs
- 1987: Befristeter Aufenthalt
- 1987: Sierra Leone
- 1988: Familienschande
- 1988: Derrick (Mordträume)
- 1987: Der elegante Hund (Fernsehserie)
- 1989: Karambolage
- 1989: Der Alte (Folge 138: Das Spiel ist aus)
- 1989: Die Männer vom K3 (Folge 4: Diamanten machen Freunde)
- 1989: Exil (Kinofassung)
- 1990: Die Neue
- 1990: Der Eindringling
- 1990: Marco – Über Meere und Berge
- 1991: Kommissar Navarro: Samouraï
- 1991: Der Alte (Folge 161: Der Tagebuchmord)
- 1992: Ein Fall für zwei (Lebenszeichen)
- 1992: Wiedersehen in Kanada
- 1992: Mandelküsschen
- 1992: Die Angst wird bleiben
- 1992: Wie ein Licht in dunkler Nacht
- 1993: Durchreise – Die Geschichte einer Firma (sechsteiliger Fernsehfilm)
- 1993: Derrick (Geschlossene Wände)
- 1993: Praxis Bülowbogen (Heute vor vielen Jahren)
- 1994: Halali oder Der Schuß ins Brötchen
- 1995: Heimliche Zeugen
- 1995: Der Mann auf der Bettkante
- 1996: Der Schattenmann
- 1996: Dein tödliches Lächeln
- 1996: Adieu, mon ami
- 1997: Der Prinzgemahl
- 1997: Seitensprung in den Tod
- 1998: Die Beischlafdiebin
- 1998: Der Graf von Monte Christo